# 宗谷湾
宗谷湾（そうやわん）は、日本の湾。西のノシャップ岬から東の宗谷岬を結ぶ線より南側の海域を指す。北北西に開けた湾であり、宗谷海峡に面している。沿岸部は、北海道稚内市となっており、湾の南西奥に稚内港があり、北東側に富磯漁港がある。主な流入河川として声問川などがある。

## 概説
ノシャップ岬から稚内港までは漁村風景が続き、稚内港を過ぎて声問に至る海岸は砂浜が続く。夏季は昆布漁が行なわれている。声問地区は半島になっていて、漁業が盛んな集落である。声問から富磯までのメグマ浜は砂浜であり、海岸近くには稚内空港やメズナラの群落がある。富磯、宗谷、第一清浜、第二清浜、珊内と宗谷岬に至るまで漁港が続く。この辺りの海岸は岩浜となっている。
かつては宗谷湾を流氷が埋め尽くすほどであったが、近年は流氷が来ない年がほとんどである。